# Militära grader i Ryska federationen
Militära grader i Ryska federationen visar den officiella hierarkiska ordningen inom den Ryska federationens militär. 

## Lantmilitära grader
Lantmilitära grader används av Ryska armén, Ryska flygvapnet, Ryska luftburna stridskrafterna, Ryska strategiska robotstridskrafterna, Ryska rymdstridskrafterna, Ryska flottan (marinflyget, marininfanteriet, kustartilleriet och basförbanden samt gemensamma personalkårer som mariningenjörskåren, marinläkarkåren m.m.), Inrikesministeriets högsta ledning (även om de inte är militärer), Ryska federationens inrikestrupper (utom marinförbanden), Ryska federationens federala säkerhetstjänst, Ryska federationens gränsbevakning, Federala skyddstjänsten, Ryska federationens underrättelsetjänst, Katastrofministeriets civilförsvarstrupper, militär personal i det statliga brandförsvaret, militäråklagare och militärdomare.
En militärperson som tillhör ett gardesförband använder ordet garde som del av sin grad; gardeskapten, gardessergeant. Medicinalofficerare, veterinärofficerare och justitieofficerare lägger till en beteckning efter sin grad; kapten vid medicinalväsendet, major vid veterinärväsendet, överste vid justitieväsendet.

### Officerare
| Gradbeteckningar i Ryska arméns utförande | Gradbeteckningar i Ryska arméns utförande | Gradbeteckningar i Ryska arméns utförande | Gradbeteckningar i Ryska arméns utförande | Gradbeteckningar i Ryska arméns utförande | Gradbeteckningar i Ryska arméns utförande | Gradbeteckningar i Ryska arméns utförande | Gradbeteckningar i Ryska arméns utförande | Gradbeteckningar i Ryska arméns utförande | Gradbeteckningar i Ryska arméns utförande | Gradbeteckningar i Ryska arméns utförande | Gradbeteckningar i Ryska arméns utförande | Gradbeteckningar i Ryska arméns utförande |
| Generalspersoner                          | Generalspersoner                          | Generalspersoner                          | Generalspersoner                          | Generalspersoner                          | Övriga officerare                         | Övriga officerare                         | Övriga officerare                         | Övriga officerare                         | Övriga officerare                         | Övriga officerare                         | Övriga officerare                         |                                           |
| ----------------------------------------- | ----------------------------------------- | ----------------------------------------- | ----------------------------------------- | ----------------------------------------- | ----------------------------------------- | ----------------------------------------- | ----------------------------------------- | ----------------------------------------- | ----------------------------------------- | ----------------------------------------- | ----------------------------------------- | ----------------------------------------- |
|                                           |                                           |                                           |                                           |                                           |                                           |                                           |                                           |                                           |                                           |                                           |                                           |                                           |
|                                           |                                           |                                           |                                           |                                           |                                           |                                           |                                           |                                           |                                           |                                           |                                           |                                           |
|                                           |                                           |                                           |                                           |                                           |                                           |                                           |                                           |                                           |                                           |                                           |                                           |                                           |
| Ма́ршал Росси́йской Федера́ций               | генера́л а́рмий                             | генера́л-полко́вник                         | генера́л-лейтена́нт                         | генера́л-майо́р                             | полко́вник                                 | подполко́вник                              | майо́р                                     | капита́н                                   | ста́рший лейтена́нт                         | лейтена́нт                                 | мла́дший лейтена́нт                         |                                           |
| Marskalk Fältmarskalk                     | Armégeneral General                       | Generalöverste General- löjtnant          | Generallöjtnant General- major            | Generalmajor Brigad- general              | Överste                                   | Överste- löjtnant                         | Major                                     | Kapten                                    | Äldre löjtnant Premiärlöjtnant            | Löjtnant Löjtnant                         | Yngre löjtnant Fänrik                     |                                           |
| OF-10                                     | OF-9                                      | OF-8                                      | OF-7                                      | OF-6                                      | OF-5                                      | OF-4                                      | OF-3                                      | OF-2                                      | OF-1                                      | OF-1                                      | OF-1                                      |                                           |

### Övriga grader
| Paraddräkt Daglig dräkt          |                   |           |                           |                                |                   |                        |                     |                       |
| Fältdräkt                        |                   |           |                           |                                |                   |                        |                     |                       |
| Militära grader                  | ста́рший пра́порщик | пра́порщик | старшина́                  | ста́рший сержа́нт                | сержа́нт           | мла́дший сержа́нт        | ефре́йтор            | рядово́й               |
| Översättning Svensk motsvarighet | Äldre fänrik -    | Fänrik -  | Militärmästare Fanjunkare | Äldre sergeant Förste sergeant | Sergeant Sergeant | Yngre sergeant Korpral | Korpral Vicekorpral | Menig Menig Menig 1kl |
| NATO-kod                         | WO-2              | WO-1      | OR-7                      | OR-6                           | OR-5              | OR-4                   | OR-3                | OR-1/2                |

## Sjömilitära grader
Sjömilitära grader används av den ryska flottans fartygsförband, marina förband i Ryska federationens inrikestrupper och Ryska federationens kustbevakning. En militärperson som tillhör ett gardesfartyg lägger ordet garde före sin militära grad: gardeskaptenlöjtnant, gardesbåtsman.

### Officerare
| Gradbeteckningar i Ryska flottans utförande   | Gradbeteckningar i Ryska flottans utförande | Gradbeteckningar i Ryska flottans utförande | Gradbeteckningar i Ryska flottans utförande | Gradbeteckningar i Ryska flottans utförande | Gradbeteckningar i Ryska flottans utförande      | Gradbeteckningar i Ryska flottans utförande            | Gradbeteckningar i Ryska flottans utförande         | Gradbeteckningar i Ryska flottans utförande | Gradbeteckningar i Ryska flottans utförande | Gradbeteckningar i Ryska flottans utförande | Gradbeteckningar i Ryska flottans utförande | Gradbeteckningar i Ryska flottans utförande |
| NATO-kod                                      | OF-9                                        | OF-8                                        | OF-7                                        | OF-6                                        | OF-5                                             | OF-4                                                   | OF-3                                                | OF-2                                        | OF-1                                        | OF-1                                        | OF-1                                        |                                             |
| --------------------------------------------- | ------------------------------------------- | ------------------------------------------- | ------------------------------------------- | ------------------------------------------- | ------------------------------------------------ | ------------------------------------------------------ | --------------------------------------------------- | ------------------------------------------- | ------------------------------------------- | ------------------------------------------- | ------------------------------------------- | ------------------------------------------- |
| Underärmar                                    |                                             |                                             |                                             |                                             |                                                  |                                                        |                                                     |                                             |                                             |                                             |                                             |                                             |
| Axelklaffar                                   |                                             |                                             |                                             |                                             |                                                  |                                                        |                                                     |                                             |                                             |                                             |                                             |                                             |
| Militär grad Översättning Svensk motsvarighet | Адмирал флота Flottamiral Amiral            | Адмирал Amiral Viceamiral                   | Вице-адмирал Viceamiral Konteramiral        | Контр-адмирал Konteramiral Flottiljamiral   | Капитан 1-го ранга Kapten av 1. rangen Kommendör | Капитан 2-го ранга Kapten av 2. rangen Kommendörkapten | Капитан 3-го ранга Kapten av 3. rangen Örlogskapten | Капитан-лейтенант Kaptenlöjtnant Kapten     | Старший лейтенант Äldre löjtnant Löjtnant   | Лейтенант Löjtnant                          | Младший лейтенант Yngre löjtnant Fänrik     |                                             |

### Övriga grader
| Axelklaffar                                   |                               |                 |                                                           |                                              |                                              |                                             |                                         |                                   |
| Militär grad Översättning Svensk motsvarighet | Старший мичман Äldre fänrik - | Мичман Fänrik - | Главный корабельный старшина Skeppsöverbåtsman Fanjunkare | Главный старшина Överbåtsman Förste sergeant | Старшина 1 статьи Båtsman 1. graden Sergeant | Старшина 2 статьи Båtsman 2. graden Korpral | Старший матрос Äldre matros Vicekorpral | Матрос Matros Sjöman Sjöman 1. kl |

## Truppslagstecken
|                |                             |                    |                   |                         |                  |              |                          |                                          |                             |
| Infanteriet    | Rysslands flygvapen         | Signaltrupperna    | Pansartrupperna   | Luftvärnsrobottrupperna | Artilleri        | CBRN-trupper | Flygvapnets radartrupper | Rysslands strategiska robotstridskrafter | Rysslands rymdstridskrafter |
|                |                             |                    |                   |                         |                  |              |                          |                                          |                             |
| Arméluftvärnet | Rysslands luftanfallstyrkor | Transporttrupperna | Järnvägstrupperna | Militärmusiken          | Militärgeografer | Auditörer    | Medicinalofficerare      | Veterinärofficerare                      | Ingenjörstrupperna          |